# KWord
KWord – procesor tekstu typu WYSIWYG, będący częścią nierozwijanego już pakietu biurowego KOffice. KWord, wraz z pakietem KOffice, jest przeznaczony do środowiska graficznego KDE i jako wolne oprogramowanie, rozpowszechniany jest na warunkach licencji GNU LGPL. Zastąpił go Calligra Words.
KWord jest edytorem tekstu i aplikacją do tworzenia publikacji. Program jest zdolny do tworzenia wymagających i profesjonalnie wyglądających dokumentów.
KWord jest edytorem opartym na ramkach. Oznacza to, że można umieszczać jego elementy tam, gdzie sobie tego życzymy, tak jak ma to miejsce w profesjonalnych aplikacjach DTP. Program radzi sobie również z olbrzymią ilością tekstu i pozwala z łatwością pracować ze znacznikami.
Do możliwości KWord należą:
- obsługa standardu plików OASIS OpenDocument
- arkusze stylów (obramowania, wyrównanie, odstępy, wcięcia, czcionki, kolory, rozmiary itp.)
- budowa aplikacji oparta na ramkach, tak jak w aplikacjach do publikacji (DTP)
- wiele predefiniowanych, jak i definiowanych przez użytkownika rozmiarów stron
- wielokolumnowe strony
- nagłówki i stopki (możliwość różnych nagłówków/stopek dla pierwszych stron)
- różności takie, jak numerowanie stron, nazwa firmy, nazwa użytkownika, podsumowanie dokumentu, data i czas
- tabelki
- obsadzanie ramek tekstów, obrazków i clip-artów (pliki.wmf i.svg)
- numeracja rozdziałów
- sprawdzanie pisowni i autokorekta
- szablony